# Augustinermuseum Rattenberg

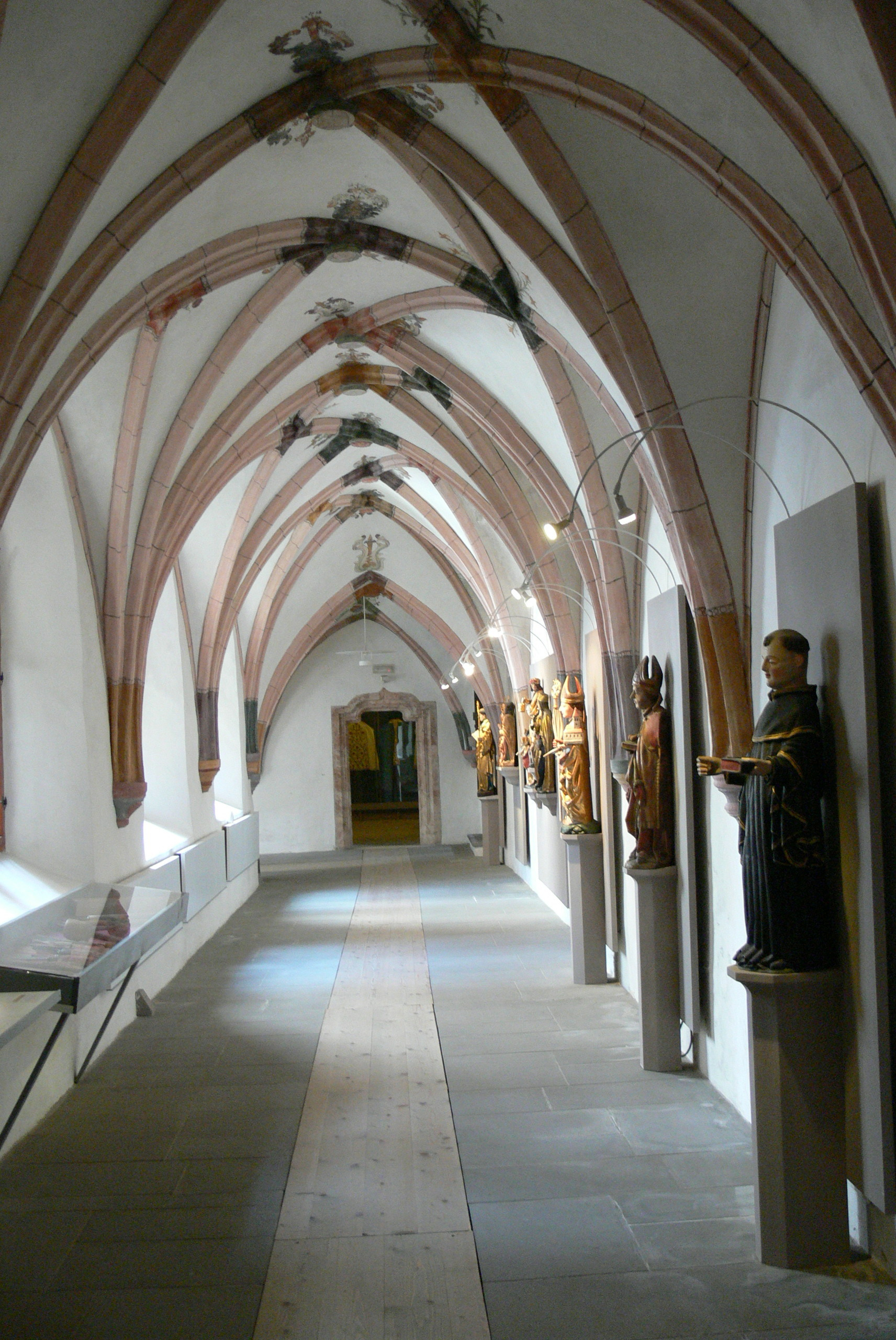
Kreuzgang als Ausstellungsraum

Das Augustinermuseum Rattenberg ist ein österreichisches Museum in Rattenberg in Tirol.
Es ist im 1385 gestifteten ehemaligen Kloster der Augustiner-Eremiten in Rattenberg untergebracht, das 1817 von den Serviten übernommen wurde. 1971 wurde das Kloster aufgegeben und der Baukomplex zum Museum umgebaut, welches 1993 eröffnet werden konnte.
Mit seinem gotischen Kreuzgang, der spätgotischen Hofer-Kapelle, der barocken Ecce-Homo-Kapelle sowie der großen Klosterkirche zählt es zu den herausragenden historischen Baudenkmälern der Region.
Das Museum sammelt und zeigt vorwiegend sakrale Kunst aus dem Tiroler Anteil der Erzdiözese Salzburg.

## Auszeichnungen
- 1994 Österreichischer Museumspreis
- 2005 Tiroler Museumspreis